# Ostrowczyce (obwód miński)
Ostrowczyce (biał. Астроўчыцы; ros. Островчицы) – wieś na Białorusi, w obwodzie mińskim, w rejonie kleckim, w sielsowiecie Zaostrowiecze.
Dawniej wieś i dwa folwarki. W dwudziestoleciu międzywojennym Małe Ostrowczyce leżały w Polsce, w województwie poleskim, w powiecie łuninieckim (do 1926), a następnie w województwie nowogródzkim, w powiecie nieświeskim.
W pobliżu znajdował się folwark Wielkie Ostrowczyce (obecnie nieistniejący).